# John Tyndall (politicus)
John Hutchyns Tyndall (Exeter, 14 juli 1934 - Hove, 19 juli 2005) was een Britse fascistische politieke activist. Na leider te zijn geweest van verschillende kleine neonazistische groepen in de late jaren 1950 en in de zestiger jaren, was hij voorzitter van het National Front (NF) van 1972 tot 1974 en opnieuw van 1975 tot 1980, en vervolgens voorzitter van de British National Party (BNP) van 1982 tot 1999. Hij heeft verschillende keren zonder succes meegedaan aan verkiezingen voor het Lagerhuis en het Europees Parlement.
Tyndall propageerde een racistisch nationalistisch geloof in een duidelijk blank "Brits ras", met het argument dat dit ras werd bedreigd door een Joodse samenzwering om niet-blanke migratie naar Groot-Brittannië aan te moedigen. Hij riep op tot de oprichting van een autoritaire staat die alle niet-blanken uit het land zou deporteren en het Britse rijk zou herstellen door de militaire verovering van delen van Afrika. Hij verwierf nooit enig algemeen politiek aanzien in het Verenigd Koninkrijk, hoewel hij populair bleek te zijn onder Britse extreemrechtse sympathisanten.
Tyndall was ook betrokken bij het extreemrechtse tijdschrift Spearhead en werd in 1986 veroordeeld wegens aanzetten tot racisme.